# 奎尔希德
奎尔希德（德語：Quierschied，發音：[ˈkviːɐ̯ˌʃiːt] ⓘ）是德国萨尔兰州萨尔布吕肯地区联合体的市镇，面积20.21平方千米，2023年12月31日人口为12,896人。